# Chklow
Chklow (en biélorusse : Шклоў ; łacinka : Škłoŭ) ou Chklov (en russe : Шклов ; en polonais : Szkłów) est une ville de la voblast de Moguilev, en Biélorussie, et le centre administratif du raïon de Chklow. Sa population s'élevait à 16 310 habitants en 2017.

## Géographie
Chklow est située sur la rive droite du Dniepr, à 35 km au nord de Moguilev et à 182 km au nord-est de Minsk.

## Histoire
La première mention du village de Chklow remonte à l'année 1535. En 1568, il était le centre du comté de Chklow de l'ouïezd d'Orcha. Aux XVIe et XVIIe siècles, il y avait un château à Chklow, bâti sur une île artificielle. En 1654 et 1664, deux batailles y eurent lieu entre la Russie et la république des Deux Nations (Pologne et Lituanie) ; Chklow fut détruit par les Cosaques en 1655. En 1668, le village fut transféré sur la rive droite du Dniepr. Il fut saccagé par les Suédois du général Lewenhaupt en 1708, au cours de la grande guerre du Nord. Il reçut le statut de ville et des armoiries en 1762, devenant le centre d'un ouïezd du gouvernement de Moguilev. En 1773, Chklow passa aux mains du prince G. Potiomkine, puis en 1788 au général S. Zoritch, fondateur d'un théâtre, d'une école de ballet et d'une école de musique à Chklow. Les soldats de la Grande Armée de Napoléon envahirent et pillèrent la ville en 1812.
Selon le recensement de 1897, elle comptait 6 931 habitants, dont 5 442 Juifs, soit 78,5 pour cent de la population. Au début du XXe siècle, le chemin de fer desservit la ville. Chklow devint un centre de raïon en 1925 et reçut à nouveau le statut de ville. Elle comptait une population de 8 100 habitants en 1939. Pendant la Seconde Guerre mondiale, Chklow fut occupée par l'Allemagne nazie le 12 juillet 1941. Les Juifs furent regroupés dans un ghetto, puis massacrés au nombre d'environ 6 000, près de la ville, en décembre 1941. Chklow fut libérée le 27 juin 1944 par le deuxième front biélorusse de l'Armée rouge.

## Population
Recensements (*) ou estimations de la population :
| 1880  | 1897* | 1923* | 1926* | 1939* | 1959* |
| ----- | ----- | ----- | ----- | ----- | ----- |
| 2 393 | 6 931 | 6 617 | 8 294 | 8 100 | 7 781 |

| 1970* | 1979*  | 1989*  | 1999*  | 2009*  | 2011   |
| ----- | ------ | ------ | ------ | ------ | ------ |
| 9 865 | 11 814 | 14 893 | 16 500 | 16 439 | 16 309 |

| 2012   | 2013   | 2014   | 2015   | 2016   | 2017   |
| ------ | ------ | ------ | ------ | ------ | ------ |
| 16 288 | 16 363 | 16 290 | 16 359 | 16 425 | 16 310 |

## Économie
L'économie de la ville repose sur trois établissements industriels : la papeterie Spartak, une usine de produits laitiers et une usine de transformation du lin.

## Patrimoine
Chklow compte plusieurs édifices intéressants : un hôtel de ville du XVIIIe siècle, une église orthodoxe et une église catholique, une synagogue (seconde moitié du XVIIe siècle), et un monument aux soldats soviétiques.

## Personnalités
- Pavel Axelrod (1850-1928), révolutionnaire marxiste russe, né à Chklow.
- Alexandre Loukachenko, président de la république de Biélorussie depuis 1994, y a dirigé une usine puis une exploitation agricole dans les années 1980. Sa femme Galina Rodionovna Loukachenko vit toujours à Ryjkovitchi qui est un faubourg de Chklow.